# 長井時房
長井 時房（ながい ときふさ）は、江戸時代中期の武士。毛利氏家臣で長州藩士。父は長井時盛。

## 生涯
寛文8年（1668年）、長州藩士・長井時盛の子として生まれる。
元禄6年（1693年）1月30日に父・時盛が死去すると後を継ぎ、毛利吉就、吉広、吉元の三代に仕えた。
正徳4年（1714年）3月30日に死去。享年47。嫡男の時安（幸次郎、次郎右衛門）が後を継いだ。